# Семнан (остан)
Семна́н (перс. سمنان‎ — Semnân) — один из 31 останов (провинций) Ирана. Расположен на севере страны. Административный центр — город Семнан, другие крупные города — Имамшехр (136 тыс.), Гермсар (70 тыс.), Дамган (60 тыс.), Мехдишехр (22 тыс.), Эйванеки (11 тыс.), Сорхе (10 тыс.). Площадь провинции — 97 491 км². Население в 2006 году составляло 589 742 человека. В национальном составе преобладают персы.

## География
Провинция простирается вдоль горной цепи Эльбурс. На юге к ней примыкает пустыня Деште-Кевир. В центральной части провинции находится солончак Хадж-Аликоли.
Семнан на севере граничит с Голестаном и Мазендераном, на западе — с Тегераном и Кумом, на юге — с Исфаханом и на востоке — с Хорасаном-Резави.
Провинцию можно разделить на две части: горную и равнинную. Горная часть, наряду с добычей полезных ископаемых, предоставляет возможность организации оздоровительных учреждений и курортов. А в равнинной части находятся несколько древних городов, среди которых есть и одна из столиц Парфянского царства.

## Административное деление
Провинция делится на 5 Шахрестанов:
| Карта | Шахрестан | На карте    | Бакхш     | Центр |
| --- | --------- | ----------- | --------- | ----- |
| |           |             |           |       |
| Дамган | D         | Центральный | Дамган    |       |
| Дамган | a         | Амир-Абад   | Дамган    |       |
| Гермсар | G         | Центральный | Гермсар   |       |
| Гермсар | a         | Арадан      | Гермсар   |       |
| Гермсар | e         | Эйванеки    | Гермсар   |       |
| Мехдишахр | m         | Центральный | Мехдишахр |       |
| Мехдишахр | '         | Шехмирзад   | Мехдишахр |       |
| Семнан | S         | Центральный | Семнан    |       |
| Семнан | s         | Сорхе       | Семнан    |       |
| Шахруд | Sh        | Центральный | Имамшехр  |       |
| Шахруд | bd        | Биаржманд   | Имамшехр  |       |
| Шахруд | bm        | Меямей      | Имамшехр  |       |
| Шахруд | m         | Бестам      | Имамшехр  |       |
| Соседние районы: E: Исфахан, G: Голестан, M: Мазендеран, NKh: Северный Хорасан, Q: Кум, RKh: Хорасан-Резави, T: Тегеран, Y: Йезд |           |             |           |       |

## Экономика
Основные отрасли экономики — сельское хозяйство (пшеница, хлопок, яблоки, виноград, фисташки), торговля, текстильная, пищевая, аэрокосмическая, автомобильная, металлургическая промышленность, производство стройматериалов, автокомплектующих и велосипедов, добыча угля, транспорт.
В городе Имамшехр (Шахруд) базируется угольная компания «Ист Альборз», а также расположены научно-технологический парк провинции Семнан, завод двигателей «Iran Khodro», цементный завод «Симане Шахруд», в окрестностях — крупнейший иранский космодром и ракетный полигон. В городе Семнан расположен автомобильный завод «Иран Ходро». В городе Дамган расположен автобусный завод «Хаваран Ходро», завод автокомплектующих «Иран Ходро». В городе Гермсар расположен завод автокомплектующих «Иран Ходро».
На территории остана расположены космодром Семнан Иранского космического агентства и Космический центр Шахруд Корпуса стражей исламской революции. Также в остане Семнан производятся испытания иранских баллистических ракет.

## Достопримечательности
В городе Семнан расположены Большой базар и крепостные ворота, в окрестностях — крепость Кохан-Дедж. Возле города Мехдишехр (Сангсар) расположены пещера Дарбанд и курортная деревня Шехмирзад с древней крепостью и крупнейшими в стране ореховыми садами. Возле города Имамшехр (Шахруд) расположены руины древнего поселения и гробницы эпохи Сербедаров. В городе Бестам расположены мечеть эпохи Сельджукидов и гробница Байазида Бистами, в окрестностях — гробница Харакани и руины крепости Байар.
В городе Дамган расположены руины древней крепости и комплекса Тарикхане (зороастрийский храм эпохи Сасанидов и старейшая в стране мечеть), гробница Пир-э Аламдар, Пятничная мечеть и башня Джафар эпохи Сельджукидов, башни Чехель-Дохтар и Мехмандост, старинные минареты. Возле Дамгана расположены руины крепости Таппе-Хессар эпохи Мидии, Парфии и Сасанидов, руины ассасинских горных крепостей Гирдкух и Мирнегар, красивый оазис Чешме-Али с дворцами Каджаров, старинный караван-сарай Сепахсалар, пещера Ширбанд, руины города Экатомпилос (столица Парфии эпохи Аршакидов). Возле города Гермсар расположены крепость Стонванд и национальный парк пустыни Деште-Кевир. Также в провинции расположен национальный парк Туран.
Особо почитаемый суфиями всего мира Боязед Бастами (VIII—IX вв) покоится здесь, в городе Бастам.